# Wikipedia portugalskojęzyczna
Wikipedia portugalskojęzyczna (port. Wikipédia lusófona) – portugalskojęzyczna edycja Wikipedii.  Była piątą uruchomioną edycją Wikipedii. Uruchomiona w czerwcu 2001, osiągnęła 100 000 artykułów 26 stycznia 2006. 30 listopada 2006 przekroczyła 200 000.
Pod koniec 2004 roku edycja zaczęła rozrastać się coraz szybciej. W maju 2005 wyprzedziła w rankingu edycję hiszpańskojęzyczną i włoskojęzyczną Wikipedii. Dla porównania w maju 2004 była ona siedemnastą Wikipedią, licząc według liczby artykułów.
W 2005 zaproponowano forkowanie Wikipedii portugalskojęzycznej i stworzenie portugalsko-brazylijskiej edycji. Propozycja została odrzucona przez społeczność Wikimedia.